# Willy Walfridsson
Karl Valfrid (Willy) Walfridsson, ursprungligen Karl Valfrid Carlsson, född 18 juni 1904 i Bärfendals socken, Göteborgs och Bohus län, död 15 augusti 1968 i Sofia församling, Stockholm, var en svensk författare.

## Biografi
Willy Walfridsson var född i Bärfendal i nuvarande Munkedals kommun. Fadern var okänd, och modern hette Klara Carlsson. Han växte upp hos morföräldrarna på torpet Karlshamn. Han tog tidigt värvning för att komma bort från sina fattiga levnadsvillkor, men upplevde militärlivet som förnedrande och fick avsked.
På grund av den rådande arbetslösheten, speciellt bland ungdomen, gav han sig ut på luffen och hamnade till sist i Stockholm, där han kom att tillhöra Klarabohemerna. Han försörjde sig inom flera olika yrken, bland annat som springpojke, trumslagarpojke, kafémusiker och genom bidrag till tidningar, innan han gjorde dubbel debut 1933 med romanerna Luffarliv på svenska landsvägar och Slavar. De och följande samhällskritiska romaner skildrar den svenska arbetarklassungdomens utsatthet under depressionen på 1930-talet, med arbetslöshet och påtvingat luffarliv.
Strukturomvandling och urbanisering behandlas i romantrilogin Orons år, Medan vi lever och Vart vinden vill (1948–1950). Bohusläns 1800-talshistoria är bakgrunden till trilogin med titlarna Eviga hav (1952), Vägen mot gryningen (1953) och Tysta vandrar stjärnorna (1954), som är en kulturhistoriskt kunnig och psykologiskt inkännande framställning av västkustens bygder. Walfridsson återkom med ytterligare en romansvit, fast med själbiografiskt stoff, i Söndagsbarn (1960), Landstrykare (1961) och Testamente (1963). Romanen Än väntar våren (1965) ger en burlesk skildring av livet bland resandefolket.
Han skrev även sångtexter, såsom ”En kärlekens visa” och ”Kung Ranes tärna” för filmen Krut och kärlek (1956), och samlade folksagor i boken Från vresig kust (1954). Under pseudonymen Pelle i Ryet skrev han även bygdehistorier och pjäser för amatörteatern. 

## Priser och utmärkelser
- 1950 – Boklotteriets stipendiat
- 1955 – Boklotteriets stipendiat
- 1960 – Landsbygdens författarstipendium
- 1963 – Boklotteriets stipendiat